# Sint-Stefanuskerk (Sint-Stevens-Woluwe)

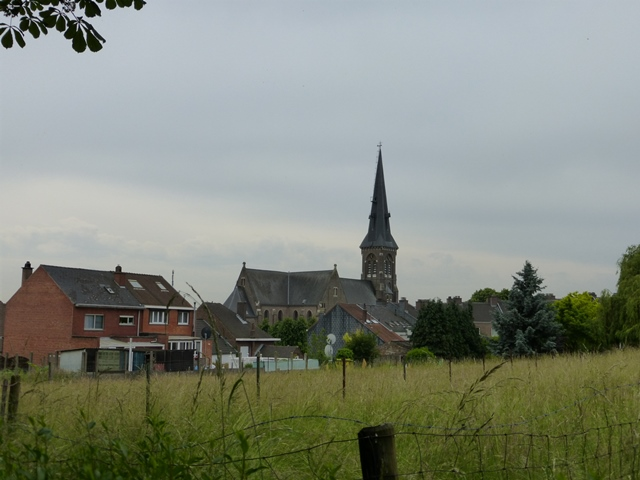
Sint-Stefanuskerk

De Sint-Stefanuskerk is de parochiekerk van de tot de Vlaams-Brabantse gemeente Zaventem behorende plaats Sint-Stevens-Woluwe, gelegen aan het Hendrik Thumasplein.

## Geschiedenis
De kerk zou als hofkerk zijn gesticht door de voorouders van Fulbert van Sint-Stevens-Woluwe welke laatste in de eerste helft van de 10e eeuw bisschop van Kamerijk was. Tot 1744 bleef het patronaatsrecht in bezit van dit bisdom, waarna het overging naar het Aartsbisdom Mechelen.
De eerste stenen kerk was waarschijnlijk een 12e-eeuws romaans kerkje.Mogelijk werd in 1613 een noordelijke zijbeuk gebouwd. In 1767 kwam een zuidelijke zijbeuk tot stand. In 1771-1779 werd de kerk grondig verbouwd.
De kerk werd echter in de 19e eeuw te klein en te bouwvallig bevonden. In 1877 werd hij gesloopt. Een noodkerk werd ingericht totdat in 1879 de nieuwe kerk in gebruik werd genomen. Deze werd ontworpen door François Baeckelmans.

## Gebouw
Het betreft een neogotische driebeukige basilicale kruiskerk met voorgebouwde toren, opgetrokken in baksteen. Het koor is vijfzijdig afgesloten.

## Interieur
De kerk bezit een gepolychromeerd houten Mariabeeld uit begin 17e eeuw. Een kruisbeeld is mogelijk 16e-eeuws.
Het kerkmeubilair is hoofdzakelijk neogotisch maar de preekstoel stamt uit het 2e kwartaal van de 18e eeuw en is afkomstig uit de Jezuïetenkerk te Leuven. Ook het orgel is 18e-eeuws, aangezien het vervaardigd werd in 1793 door Adrien Rochet.